# Morgenrit langs het strand
Morgenrit langs het strand is een schilderij van de Nederlandse kunstschilder Anton Mauve, geschilderd in 1876, olieverf op doek, 43,7 x 68,6 centimeter. Het toont een groep ruiters op het Scheveningse strand, geschilderd in een impressionistisch aandoende stijl. Het werk bevindt zich sinds 1927 in de collectie van het Rijksmuseum te Amsterdam.

## Context
Mauve hield in zijn schildersloopbaan altijd een zwak voor Scheveningen. Reeds in de jaren 1860 bezocht hij het dorp met vaste regelmaat vanuit zijn woonplaats Haarlem, samen met zijn vriend Willem Maris. Toen hij zich in 1871 in Den Haag vestigde, waar hij zich aansloot bij gelijkgezinde kunstenaars als Willem en Jacob Maris en Hendrik Willem Mesdag, kwam zijn voorkeursplaats ineens erg dichtbij. In het vervolg van de jaren 1870 zou hij dan ook veelvuldig werkzaam zijn in het pittoreske vissersplaatsje, dat toen steeds nadrukkelijker als badplaats ging fungeren. Mauve schilderde Scheveningen in beide hoedanigheden: als vissersdorp en als badplaats. Zo schilderde de vissersverkoopsters en de vermagerde, verpeesde werkpaarden die de bomschuiten moesten trekken op het strand, maar ook de dames op het terras van Hotel Zeerust, badgasten en ruiters in de duinen. Deze laatste categorie 'mondaine' werken nemen een bijzondere positie in binnen het oeuvre van Mauve, die uiteindelijk vooral bekendheid kreeg met zijn meer donkere schilderwerken van het eenvoudige landleven.

## Afbeelding
Morgenrit langs het strand is een elegante weergave van een viertal ruiters die in beheerste tred de blonde duinen afdalen, bij het zandpad dat toegang verschaft tot het strand en de zee. Op de achtergrond zijn een aantal badkoetsjes te zien, heel in de verte een paar wandelaars. Het lichte, geel-witte strand geeft aan het werk een voor die tijd ongebruikelijk frisse uitstraling. De felle schaduwplekken op het witte, mulle zand maken de kracht van de zon bijna voelbaar. Geschilderd met een losse penseelvoering wordt het schilderij wel gezien als een der eerste impressionistische werken binnen de Nederlandse schilderkunst.

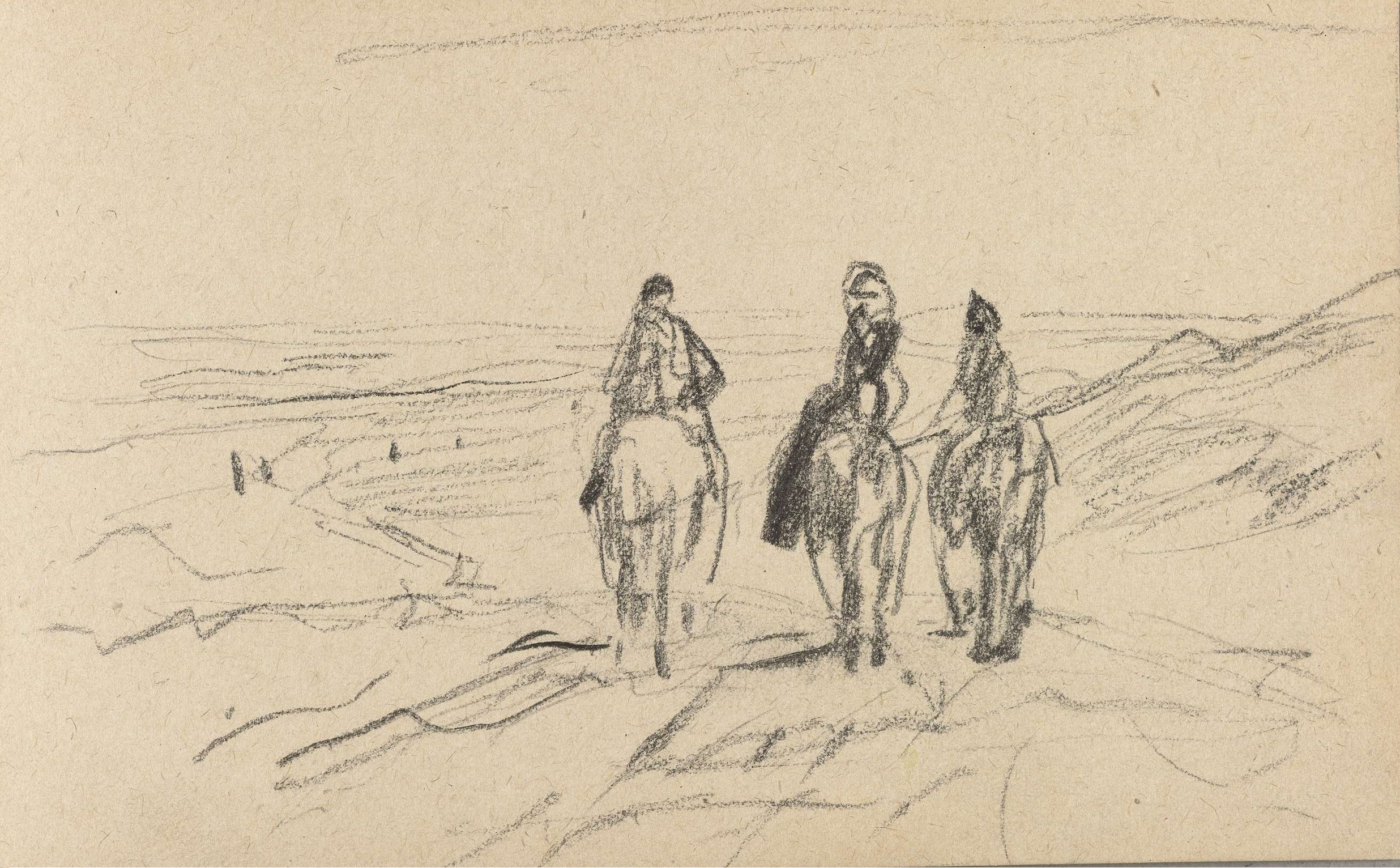
Laatste studie voor het uiteindelijke werk

## Creatie
Anders dan de Franse impressionisten uit die tijd schilderde Mauve niet direct en plein air. Gewoonlijk maakte hij voor een nieuw schilderij eerst meerdere houtskoolschetsen in de natuur. Vervolgens bracht hij in zijn atelier met een dun laagje verf de voorstelling over op doek, om uiteindelijk de kleur, toon en compositie net zo langbij te werken tot hij er tevreden over was.
Van Morgenrit langs het strand zijn vijf getekende houtskoolstudies bekend, die Mauve's creatieve proces illustreren. Hij maakte zijn schetsen in een boekje op zakformaat. In een aantal tekeningen zoekt hij naar de juiste compositie, de amazone werkte hij een keer afzonderlijk uit. De laatste studie in zijn schetsboek geeft de uiteindelijke compositie weer: een combinatie van zijn studies waarbij de ruitergroep slechts met enkele lijnen is aangegeven. Alleen de vierde ruiter die in het uiteindelijke schilderij vooruit gaat komt niet op deze schets voor en lijkt door Mauve later 'uit de losse pols' te zijn toegevoegd.

## Eigenaren
Morgenrit langs het strand werd door Mauve verkocht aan de lange tijd in Nederland werkzame Engelse spoorwegingenieur James Staat Forbes (1823-1904). Forbes was een groot kunstliefhebber en legde een belangrijke collectie aan met werken van schilders van de Haagse School en de School van Barbizon. Na de dood van Forbes kwam het schilderij terecht bij de Haagse kunsthandelaar Abraham Pleyer (1862-1927), die het in 1905 op zijn beurt doorverkocht aan het echtpaar Drucker-Fraser.

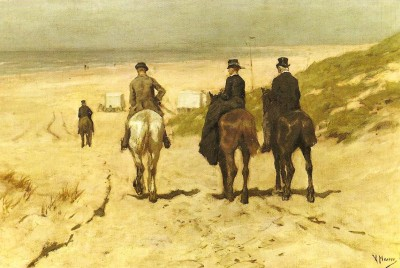
Het schilderij vóór de restauratie van 1991

In 1927 werd het door Charles Drucker in bruikleen gegeven aan het Rijksmuseum Amsterdam. In 1944 werd het aan het museum gelegateerd. Het testament werd in 1947 geopend.
In 1991 onderging het werk een uitgebreide restauratie, waarmee de oorspronkelijke lichte kleuren sterk werden opgehaald en het zijn oorspronkelijke glans herkreeg. De paarden glommen weer en de paardenvijgen die ooit weg geschilderd waren kwamen weer tevoorschijn.